# Copaifera gynohirsuta
Copaifera gynohirsuta är en ärtväxtart som beskrevs av John Duncan Dwyer. Copaifera gynohirsuta ingår i släktet Copaifera, och familjen ärtväxter. Inga underarter finns listade i Catalogue of Life.